# Joe Jackson's Jumpin' Jive
Joe Jackson's Jumpin' Jive är ett musikalbum av Joe Jackson, lanserat 1981 på bolaget A&M Records. Albumet består helt av covers på låtar som gjordes kända av Louis Jordan och Cab Calloway, och bröt helt med den punkstil Jackson dittills gjort sig känd för.

## Låtlista
(kompositör inom parentes)
1. "Jumpin' with Symphony Sid" (Lester Young, King Pleasure) - 2:43
2. "Jack, You're Dead" (Walter Bishop, Dick Miles) - 2:46
3. "Is You Is or Is You Ain't My Baby" (Bill Austin, Louis Jordan) - 4:57
4. "We the Cats (Shall Hep Ya)" (Cab Calloway, Jack Palmer) - 3:19
5. "San Francisco Fan" (Sammy Mysels, Dick Sanford) - 4:28
6. "Five Guys Named Moe" (Jerome Bresler, Larry Wynn) - 2:30
7. "Jumpin' Jive"	(Cab Calloway, Frank Froeba, Jack Palmer) - 2:41
8. "You Run Your Mouth (and I'll Run My Business)" (Louis Armstrong) - 2:31
9. "What's the Use of Getting Sober (When You're Gonna Get Drunk Again)" (Bubsy Meyers) - 3:46
10. "You're My Meat" (Skeets Tolbert) - 2:54
11. "Tuxedo Junction" (Erskine Hawkins, Buddy Feyne, William Johnson, Julian Dash) - 5:18
12. "How Long Must I Wait for You"	(Jerry Black, Lucky Millinder) - 4:06

## Listplaceringar
- Billboard 200, USA: #42[1]
- UK Albums Chart, Storbritannien: #14[2]